# 巴黎地铁幽灵车站
巴黎地铁幽灵车站是巴黎地铁中那些日常不对公众开放的车站。由于历史或商业上的原因，这些车站目前没有被使用，也无法通过一般途径进入，只有在特定的日期，才会有特殊班次的地铁运载观光者开往其中的个别车站。
这些幽灵车站中，有不少是在第二次世界大戰爆发一開始被关闭，其中有的就持续关闭下去，而有的则被移作他用，有的车站建成之后就从来未对公众开放过，还有的车站只存在地下结构但从未有地铁路线经过。

## 从未对外开放的车站
有两个车站本来是要作为地铁支线上的客运车站，但最终没有接待过一位乘客，也没有建造车站出入口。
- 摩利托门站（法语：Porte Molitor (métro de Paris)）（Porte Molitor）座落在地铁9号线和10号线的连接线上，呈岛式月台构造。原本是用于服务地面附近王子公园体育场（Parc des Princes）的观众，不过这条连接线运作过于复杂，最终导致原计划放弃，结果该车站连出入口都没有建造，如今该站和连接线作为地铁车库用。

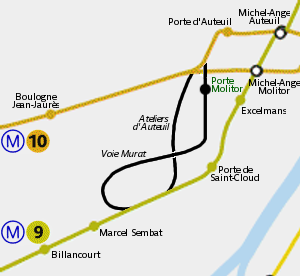
摩利托门站的具体位置
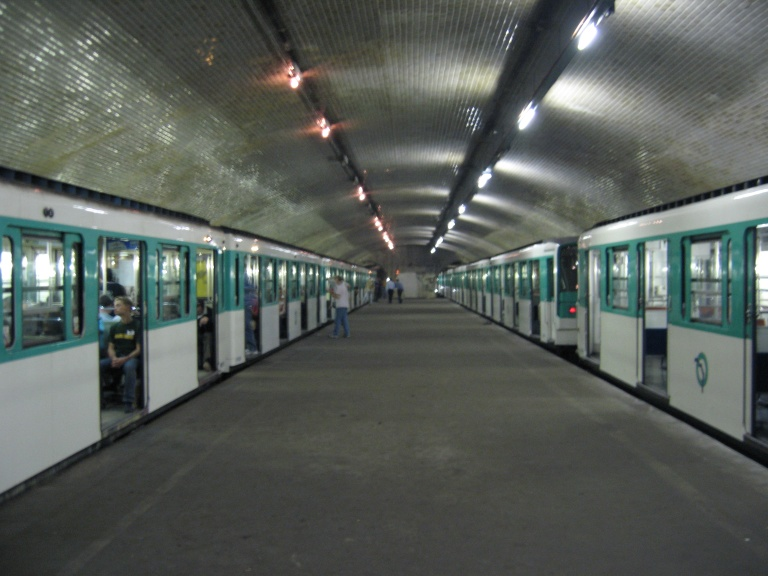
摩利托门站的岛式月台
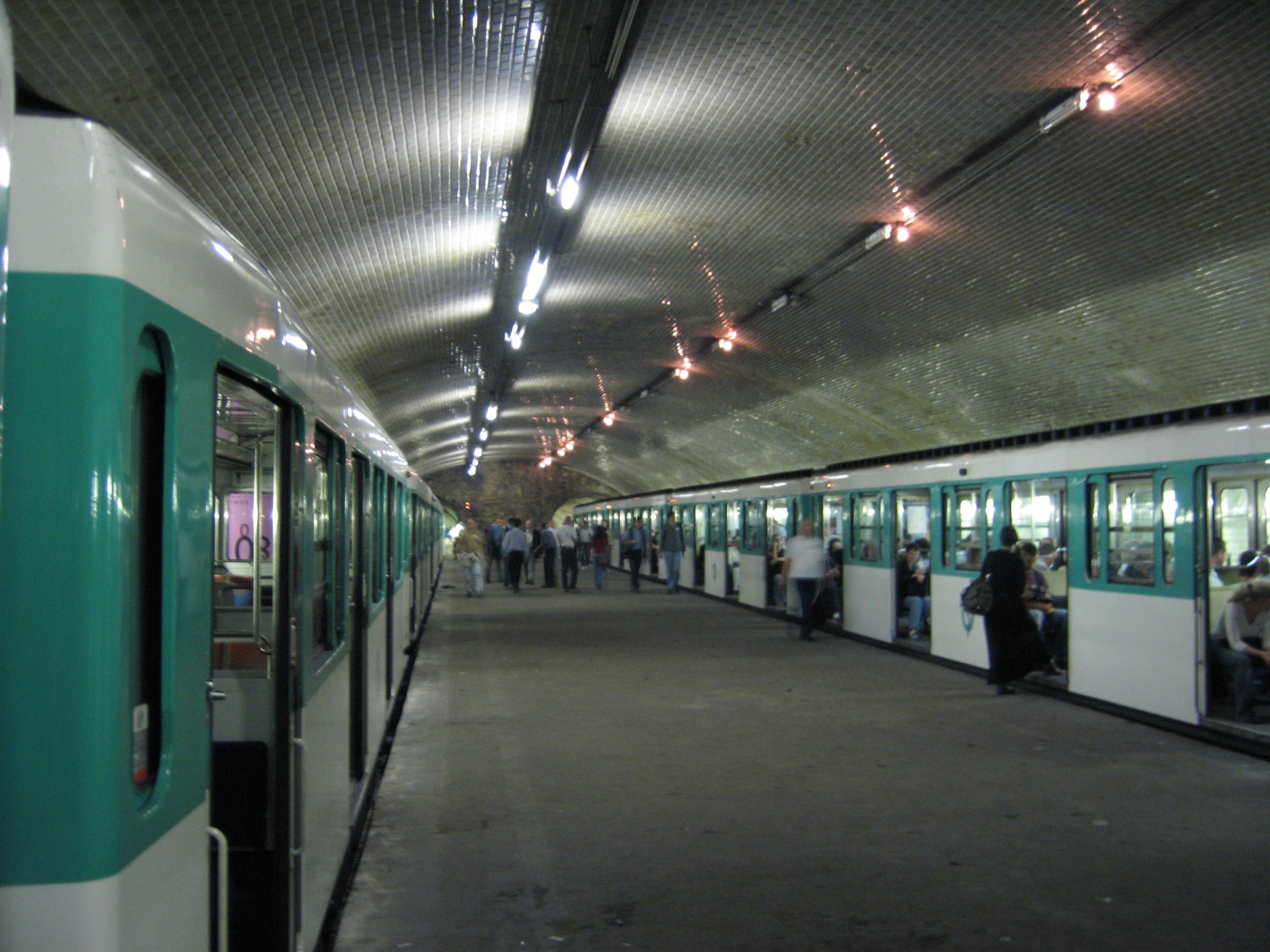
摩利托门站，特殊班次的地铁满载着好奇的观光客

- 亚佐站（法语：Haxo (métro de Paris)）（Haxo）座落在地铁3号线支线和7号线支线的连接线上，呈单轨侧式月台构造。这个车站的经历比较复杂，1920年代初在修建3号线东延段的同时，当时的地铁运营商城铁公司（Compagnie du chemin de fer métropolitain de Paris，CMP）在附近西北部7号线的佩圣热尔维分支（Pré Saint-Gervais）上修建了两条轨道, 连接到3号线当时的东部终点站——丁香门站（Porte des Lilas）， 便于连接3号线和7号线。其中，由西北往东南的轨道称为“节日线（法语：Voie des Fêtes (métro de Paris)）”（Voie des Fêtes），反向的称为“往返线（法语：Voie navette (métro de Paris)）”（Voie navette）， 亚佐站就座落在节日线上。不过基于客流量的考虑，最终只有往返线投入使用（当时还没有11号线的计划），而节日线以及亚佐站都被弃用，亚佐站也没有建造地面出入口。而后来，3号线的东延段独立成支线运营，7号线的佩圣热尔维分支亦独立成支线运营，往返线则于1956年之后停运至今。

亚佐站、丁香门站、往返线和节日线的相对位置

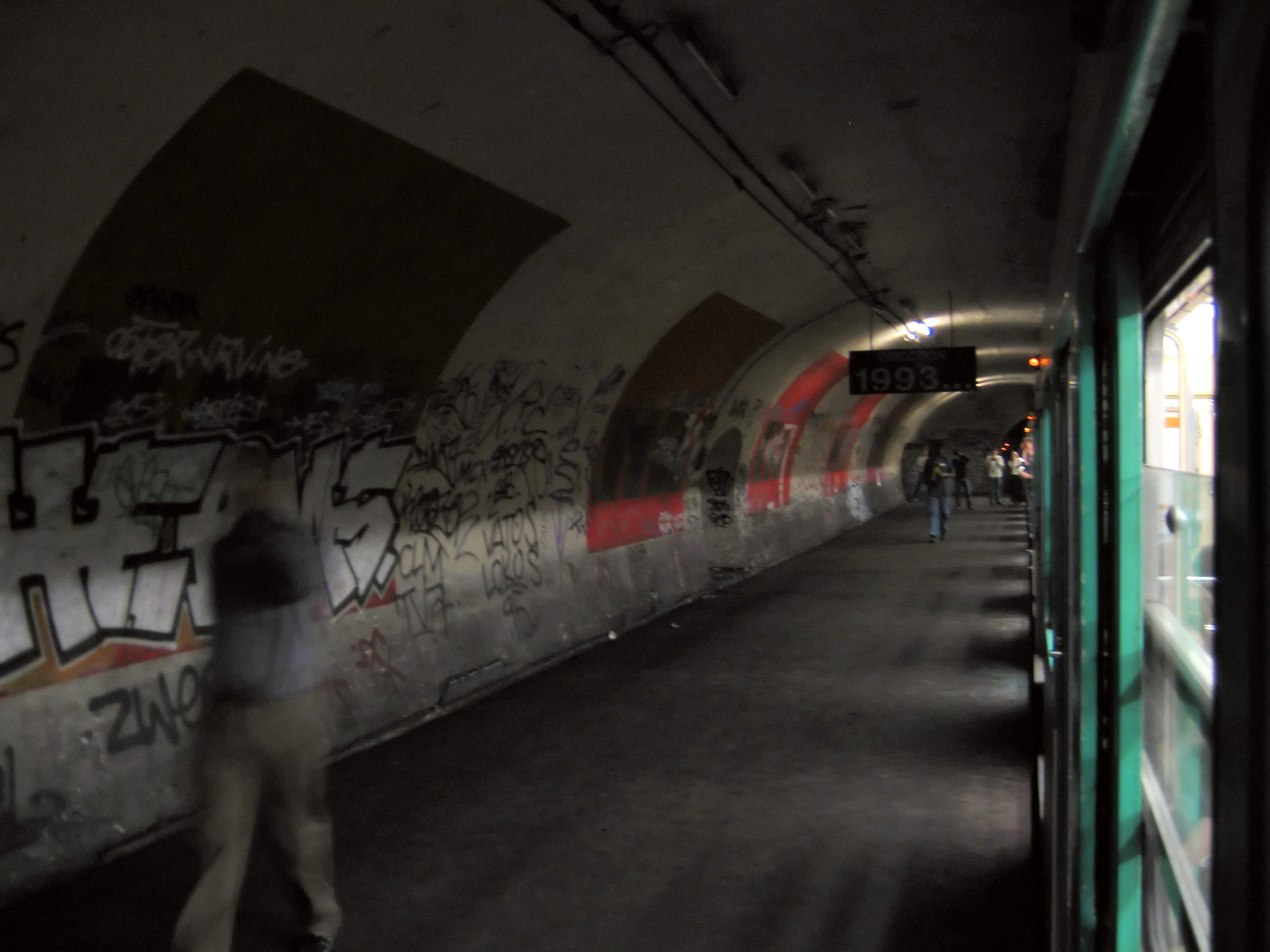
亚佐站
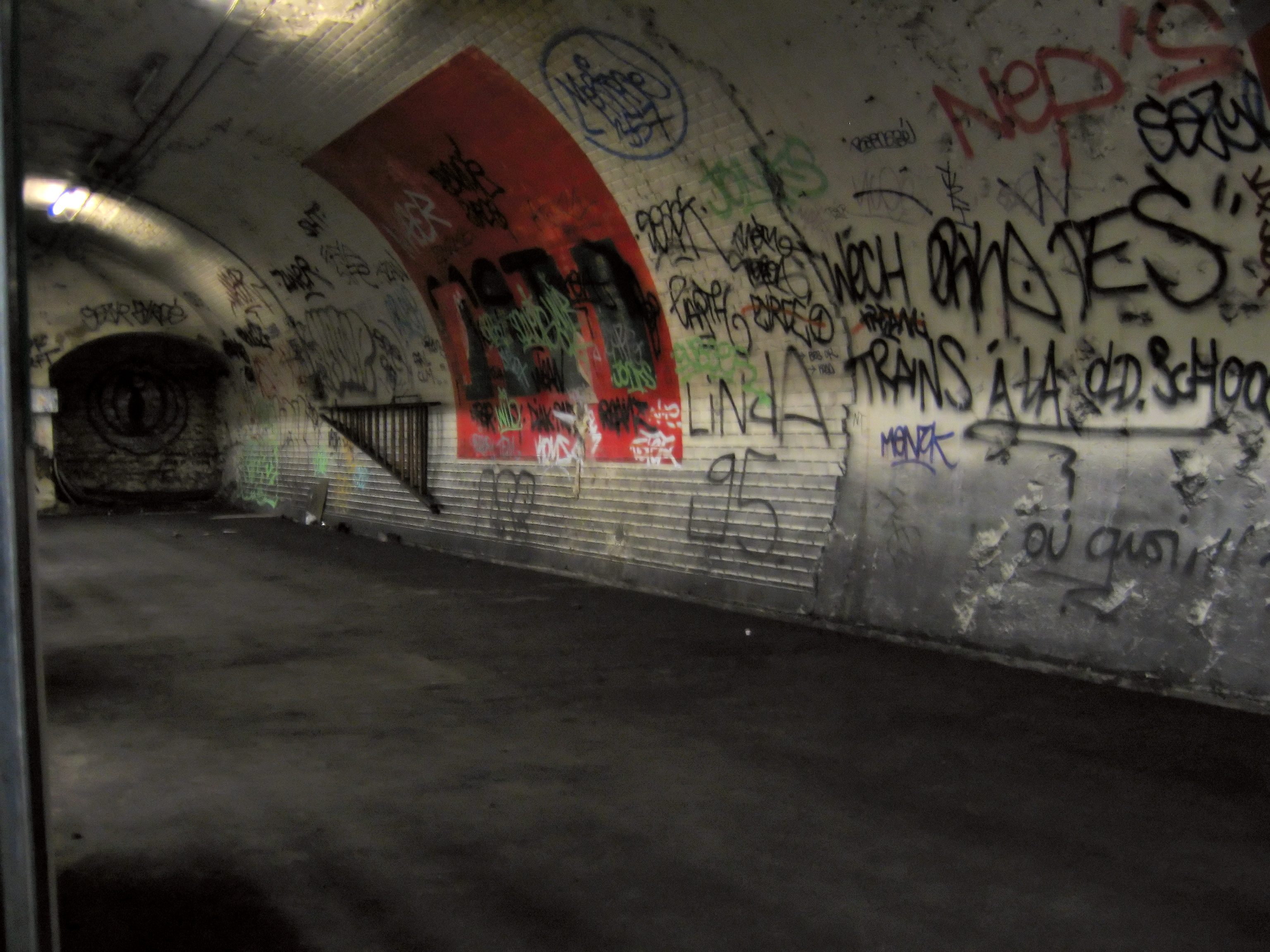
亚佐站墙上满是涂鸦
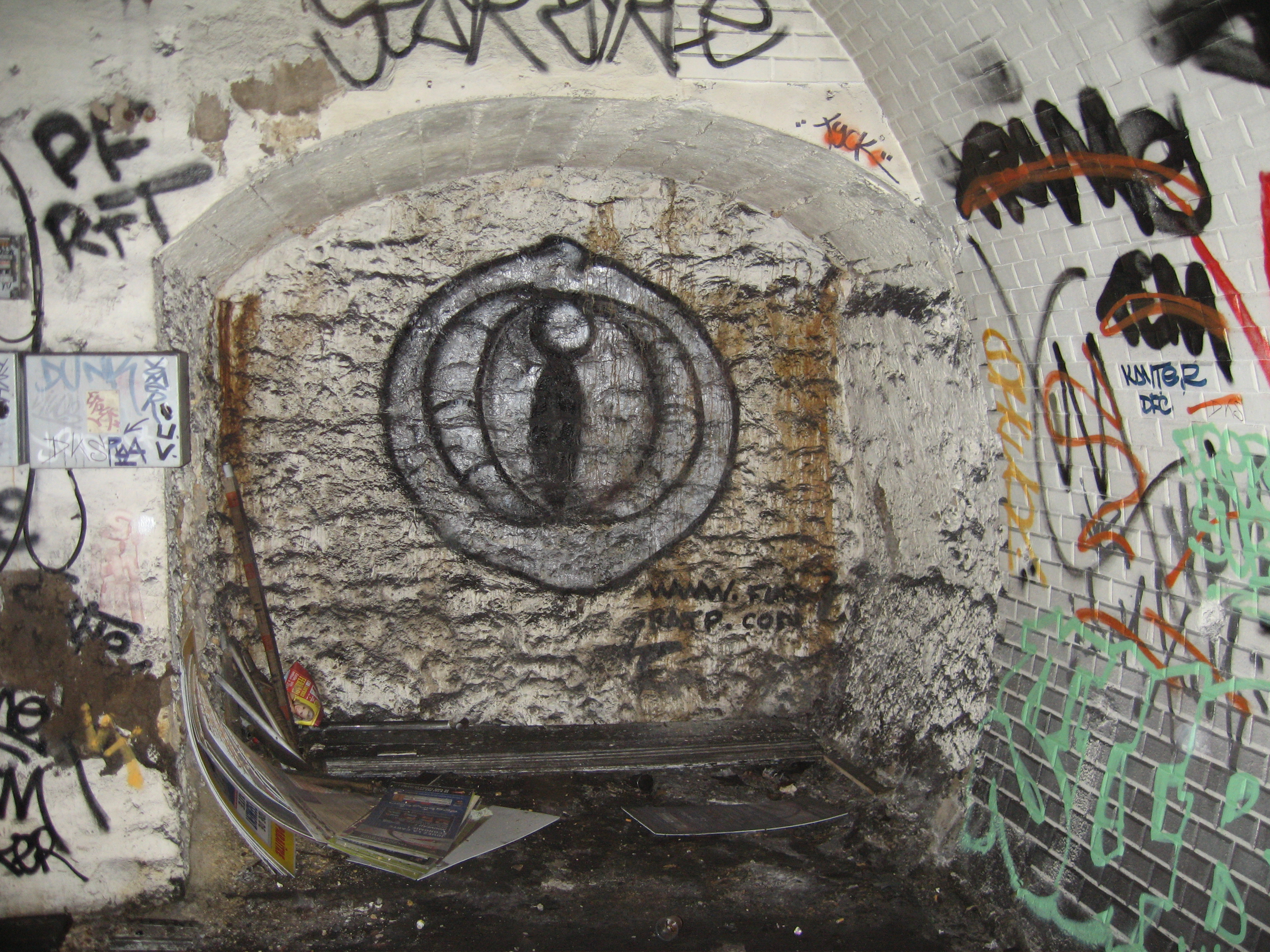
亚佐站没有出口

## 一度關閉而後重啓的車站
第二次世界大戰爆发伊始，为了应对战争局面，政府准备削减地铁客运服务，大量的地铁车站被关闭，只留下85个对外开放，关闭的车站后来大多也在战后重新开放。其中，13号线的瓦雷恩站（Varenne）直到1962年12月24日才重新开放，6号线的美天站（Bel-Air）直到1963年1月7日才重新开放，12号线的雷恩站（Rennes）和13号线的列日站（Liège）则更是推迟到1968年5月20日和9月16日，并且此后雷恩站和列日站在每晚8点之后便会闭站，不过后来到了2004年9月6日和2006年12月4日，上述两站的晚间提前闭站措施被先后取消。

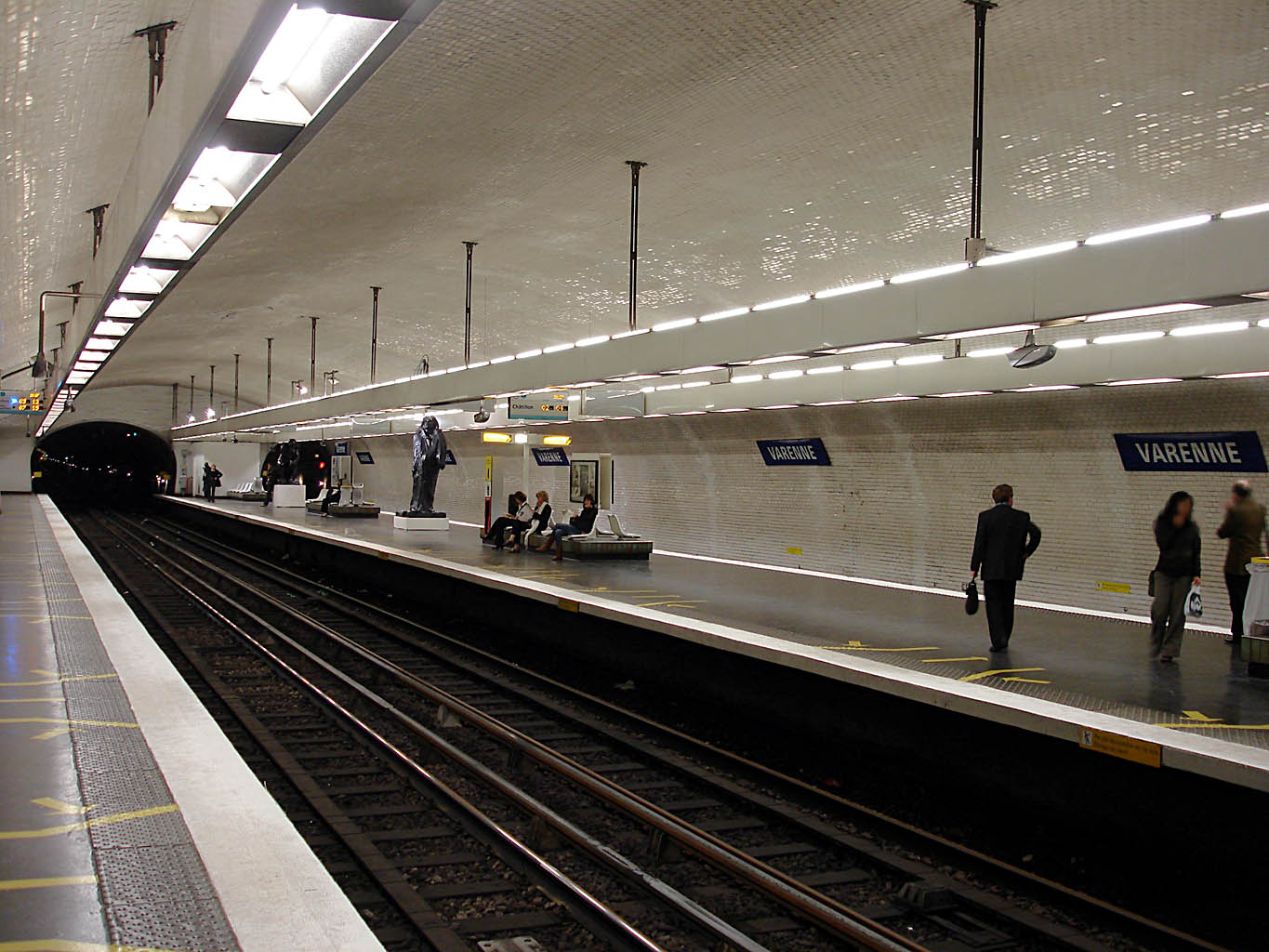
瓦雷恩站曾经是幽灵车站
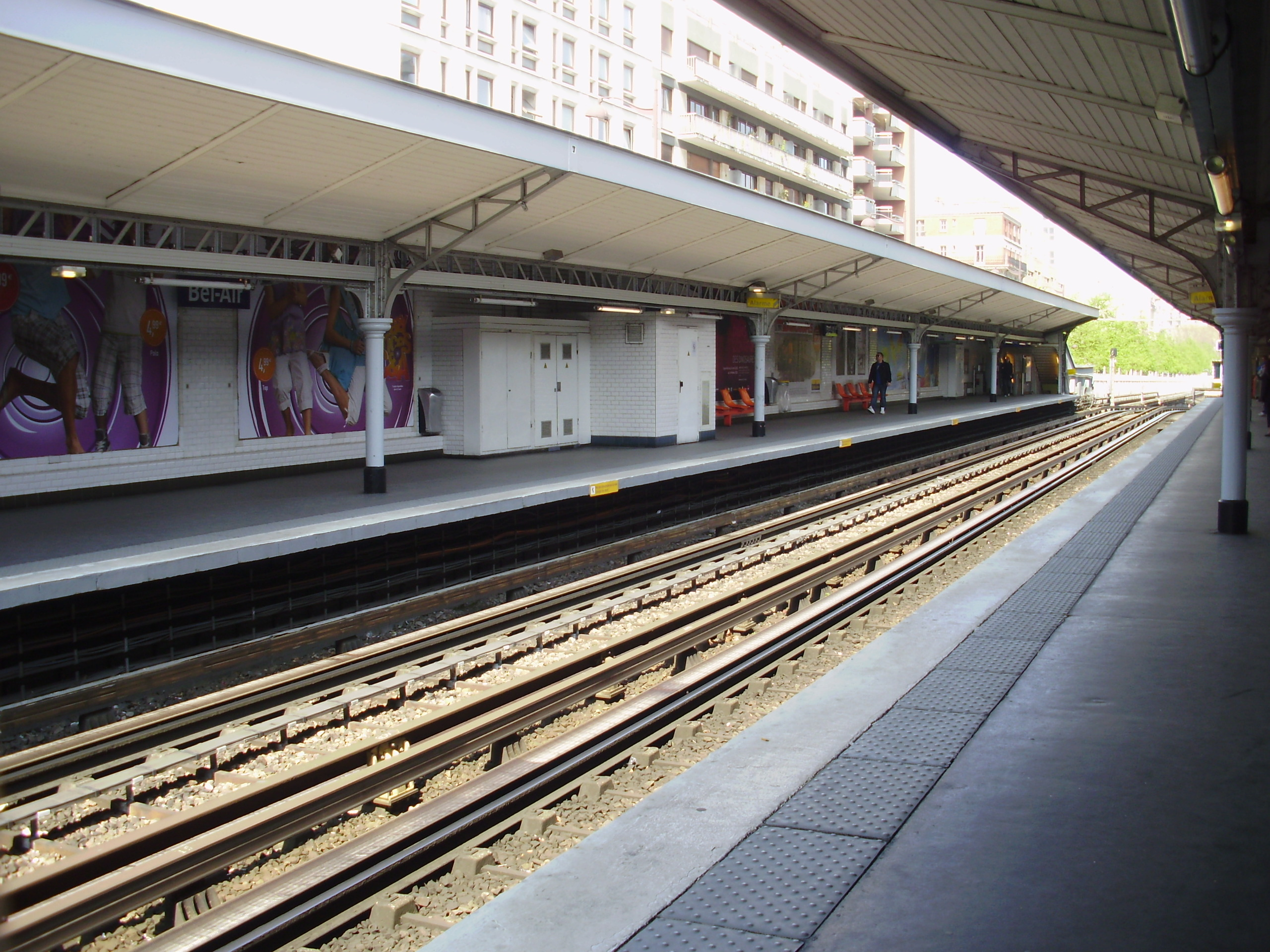
美天站曾经是幽灵车站
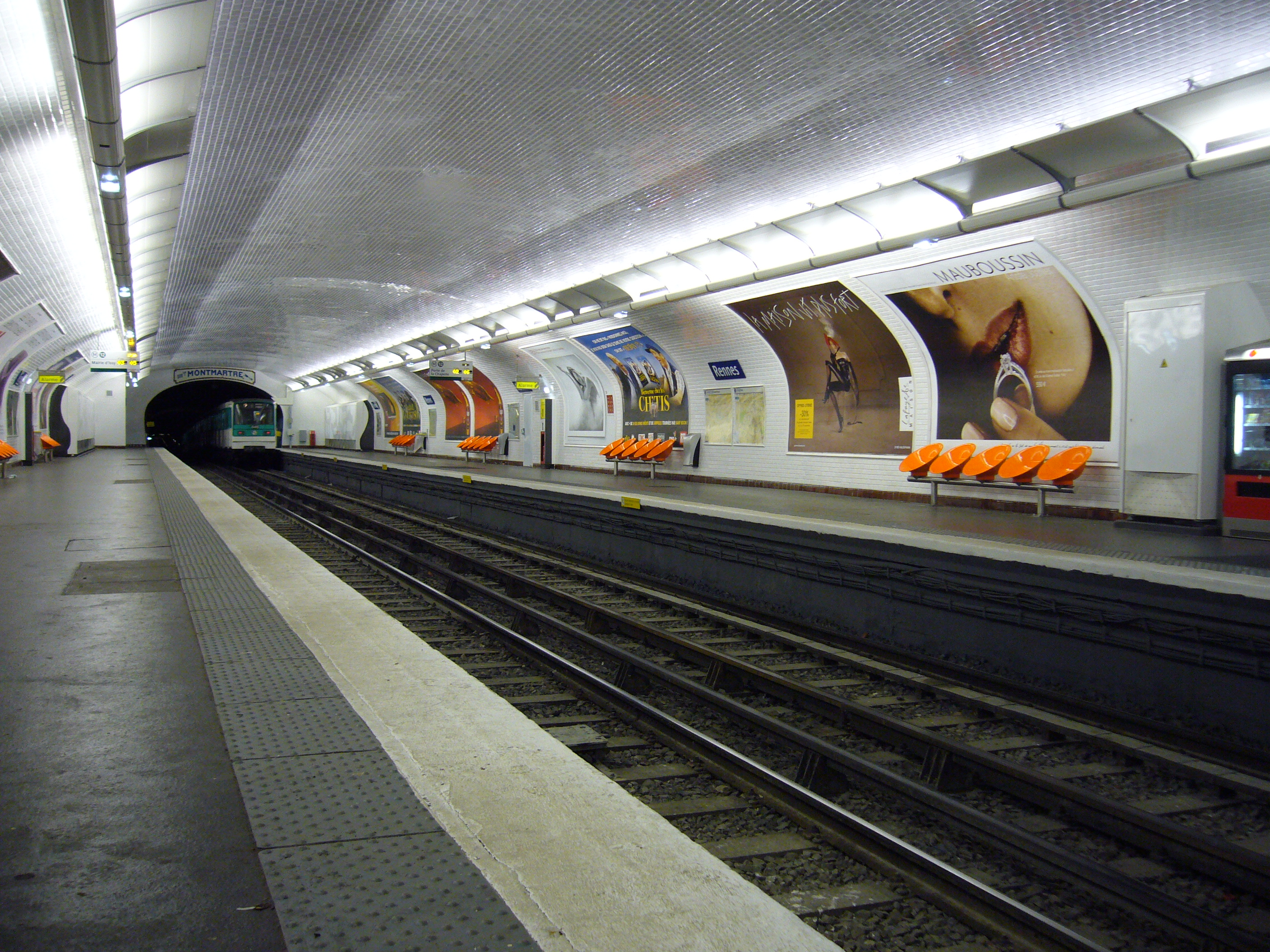
雷恩站曾经每晚8点之后便闭站
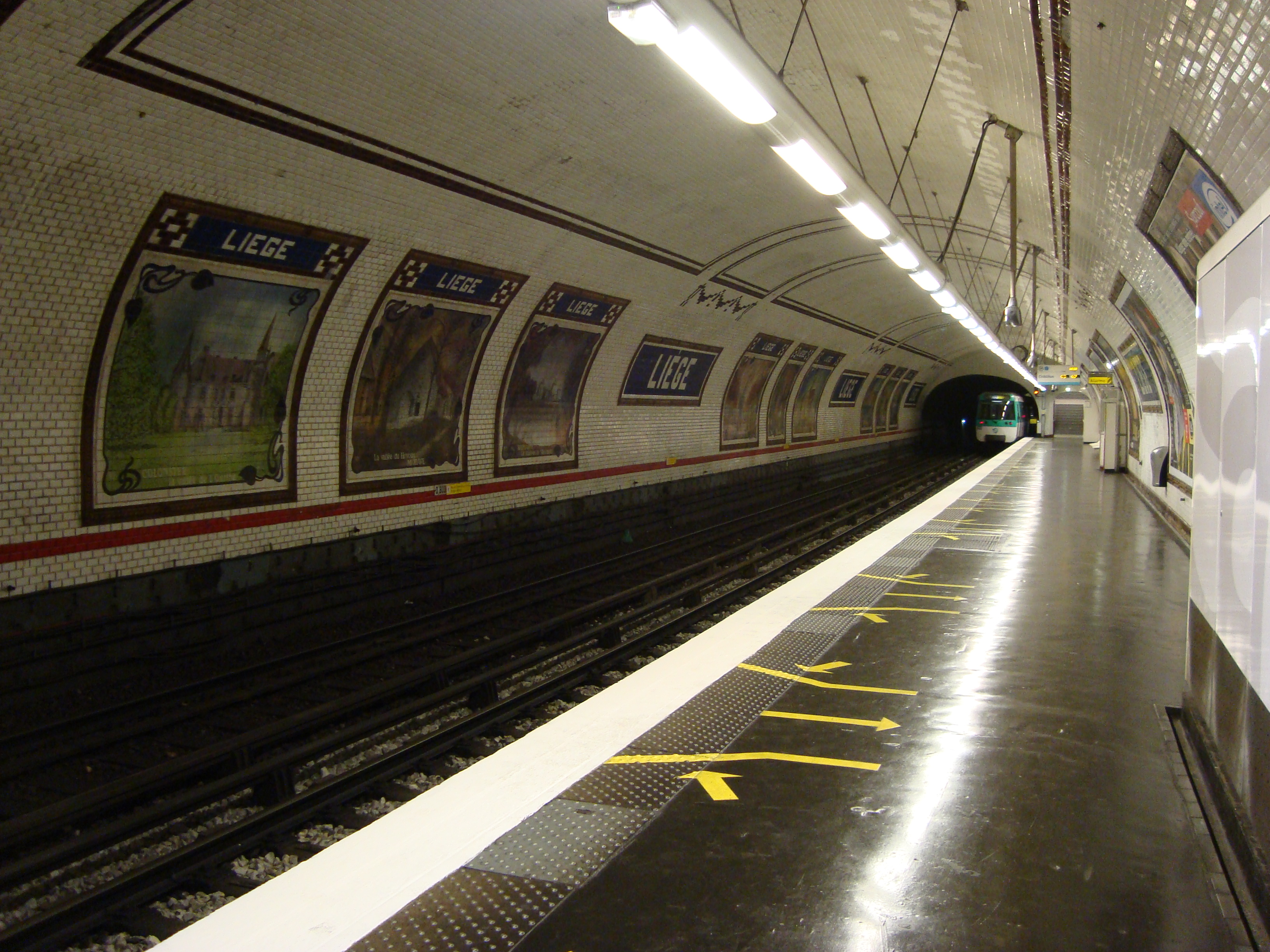
列日站曾经每晚8点之后便闭站

10号线的克吕尼-巴黎大学站（Cluny - La Sorbonne）则关闭了将近半个世纪之久。直到1980年代在RER B线上修建一个新车站时，该站的重开计划才被提出，以便于乘客转乘RER。1988年2月17日，RER新车站和巴黎大学地铁站一并启用。

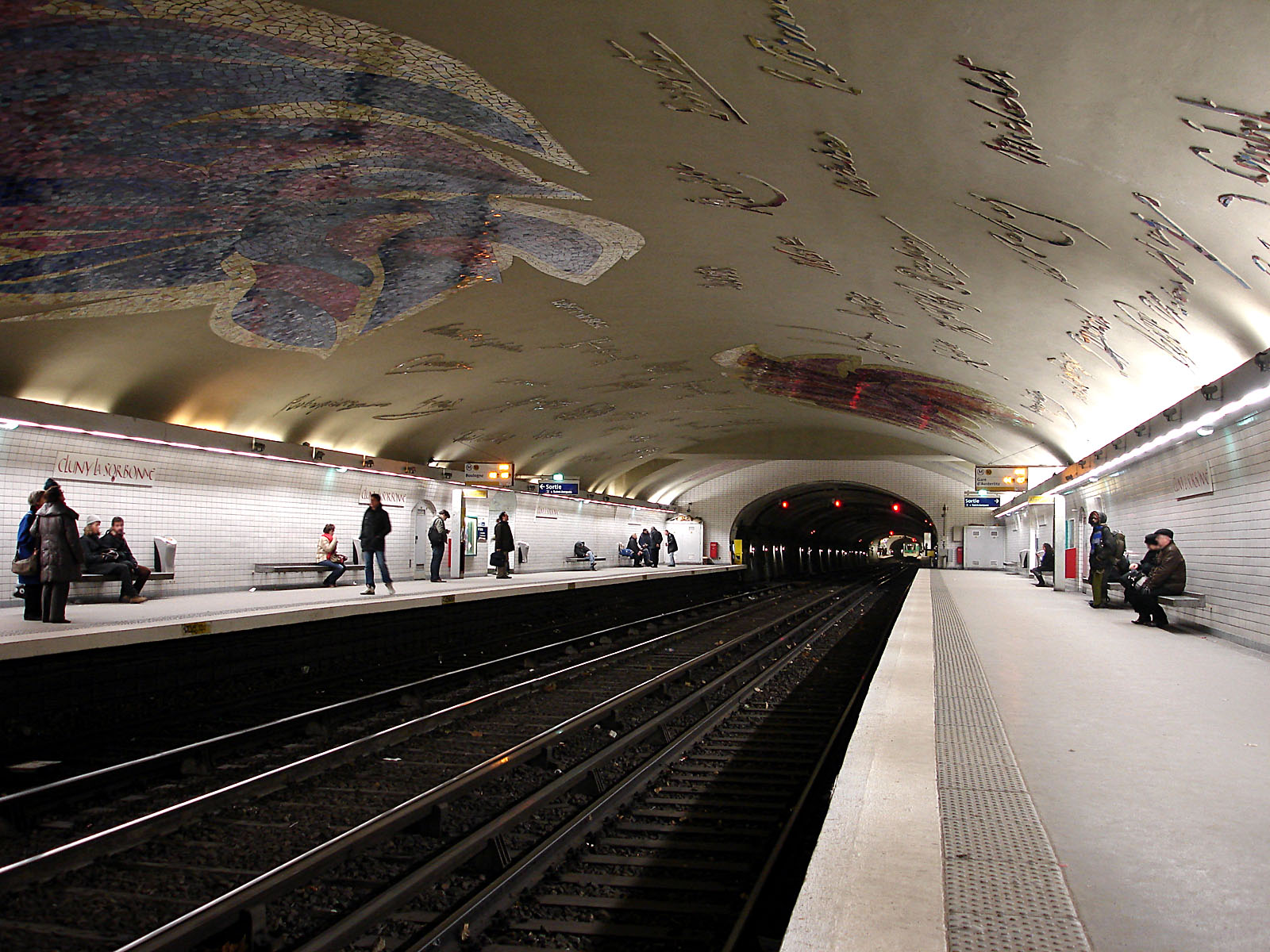
巴黎大学站曾作为幽灵车站半个世纪之久
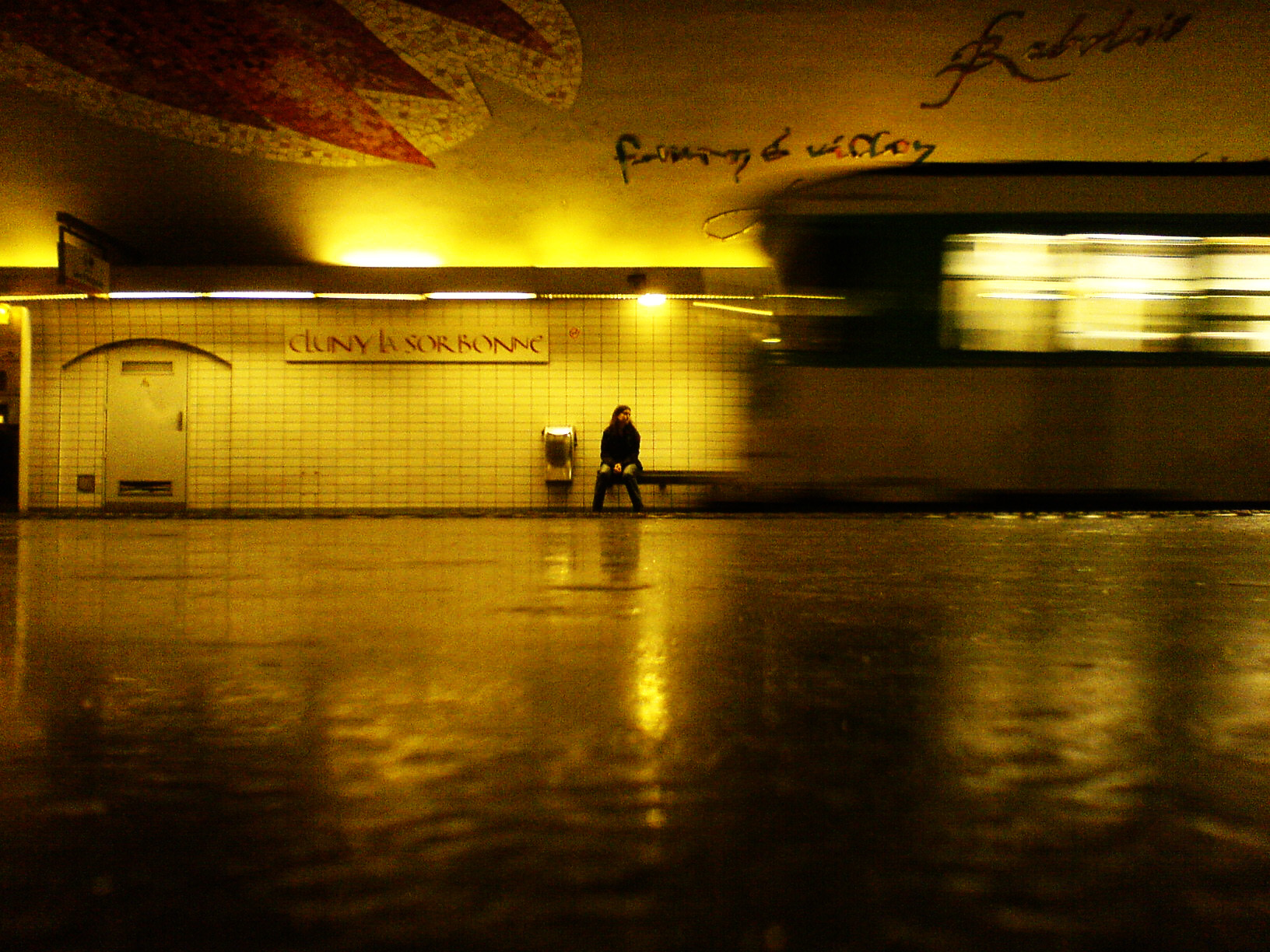
巴黎大学站，列车正在进站
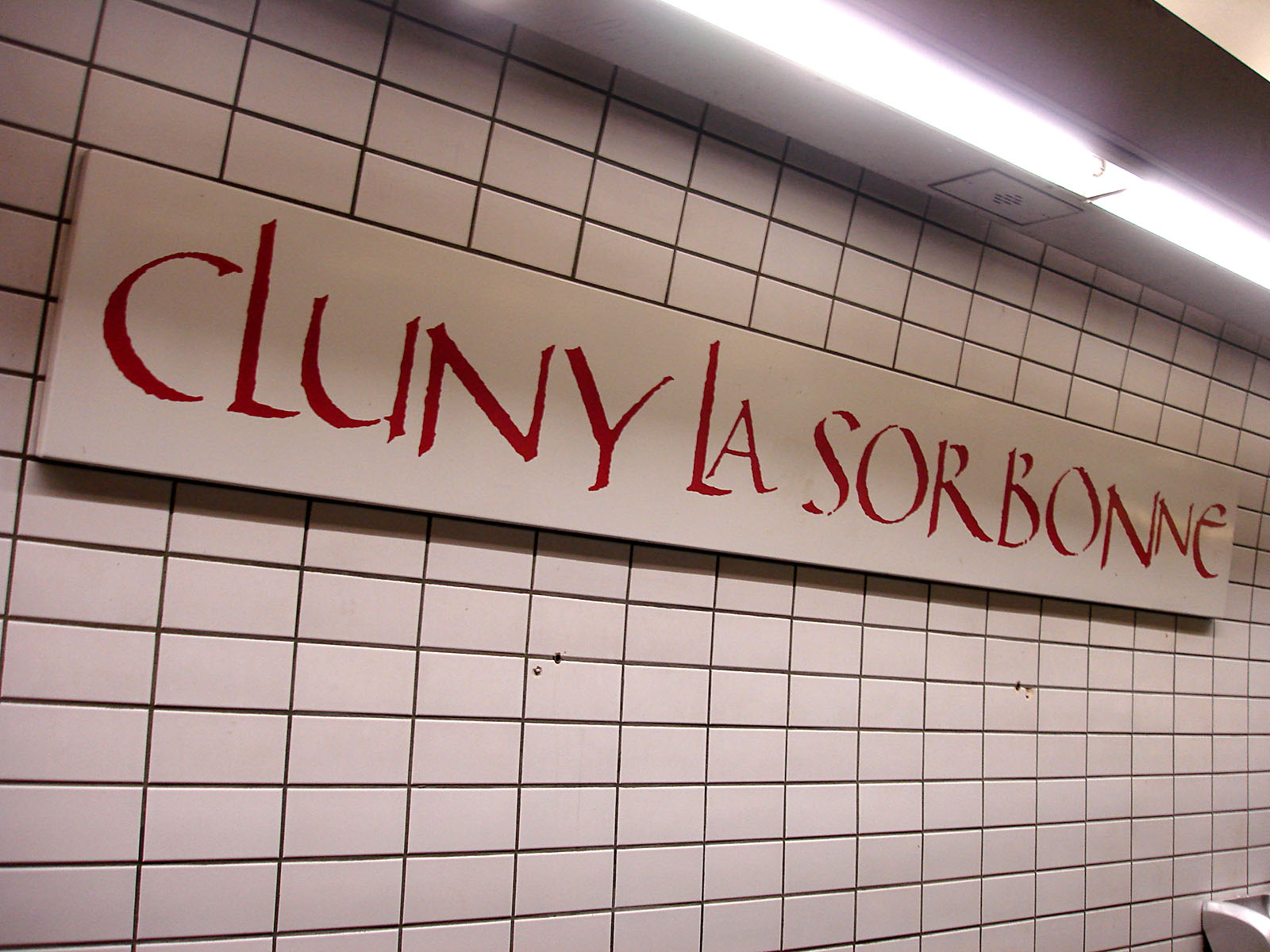
巴黎大学站站名牌

8号线和9号线共用的圣马丁站（Saint-Martin）于二战结束后不久就重新开放，不过后来由于该站离西边的临近车站——斯特拉斯堡-圣德尼站（Strasbourg - Saint-Denis）距离过近（仅有100米），而重新关闭至今。

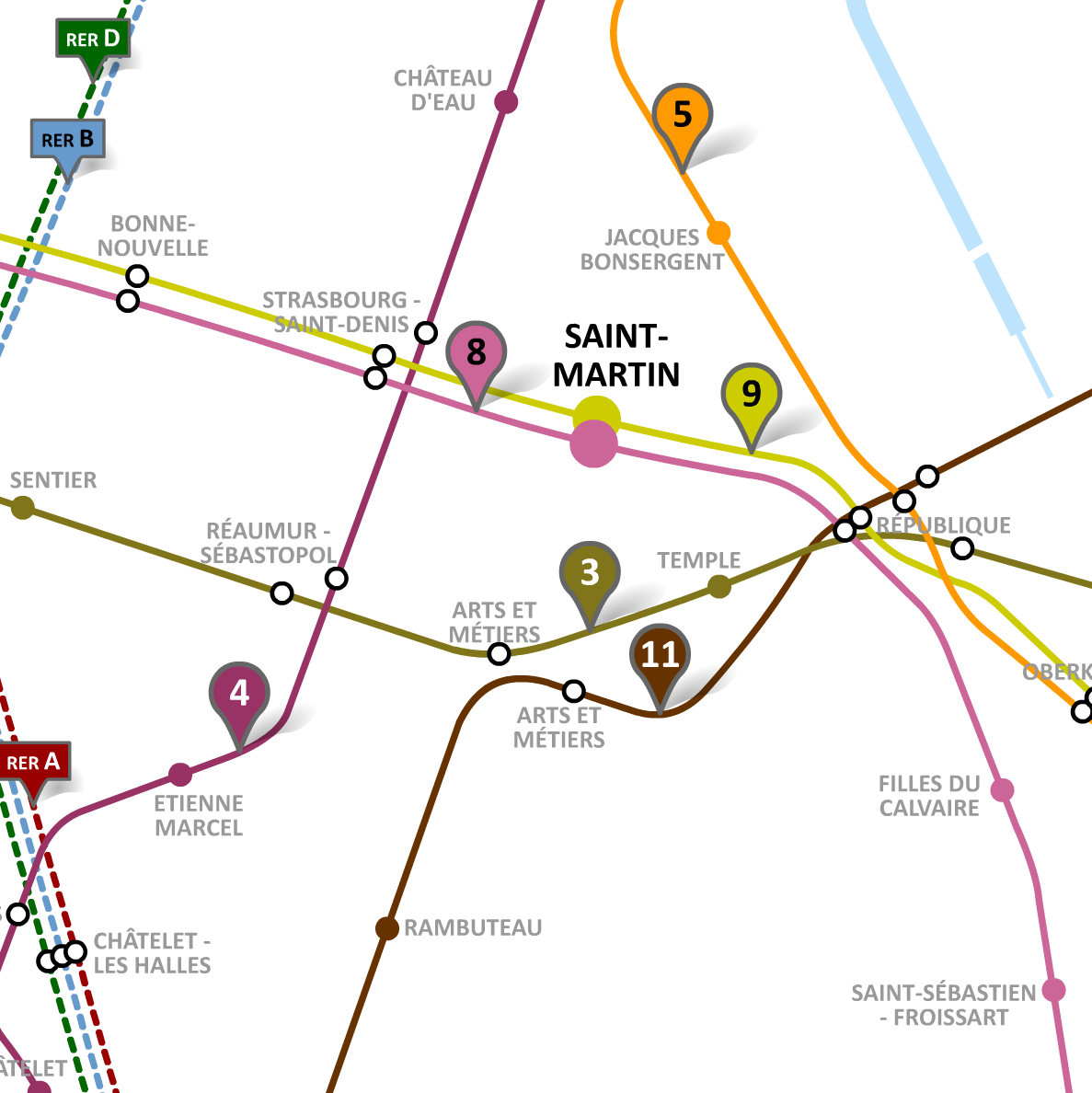
圣马丁站的位置
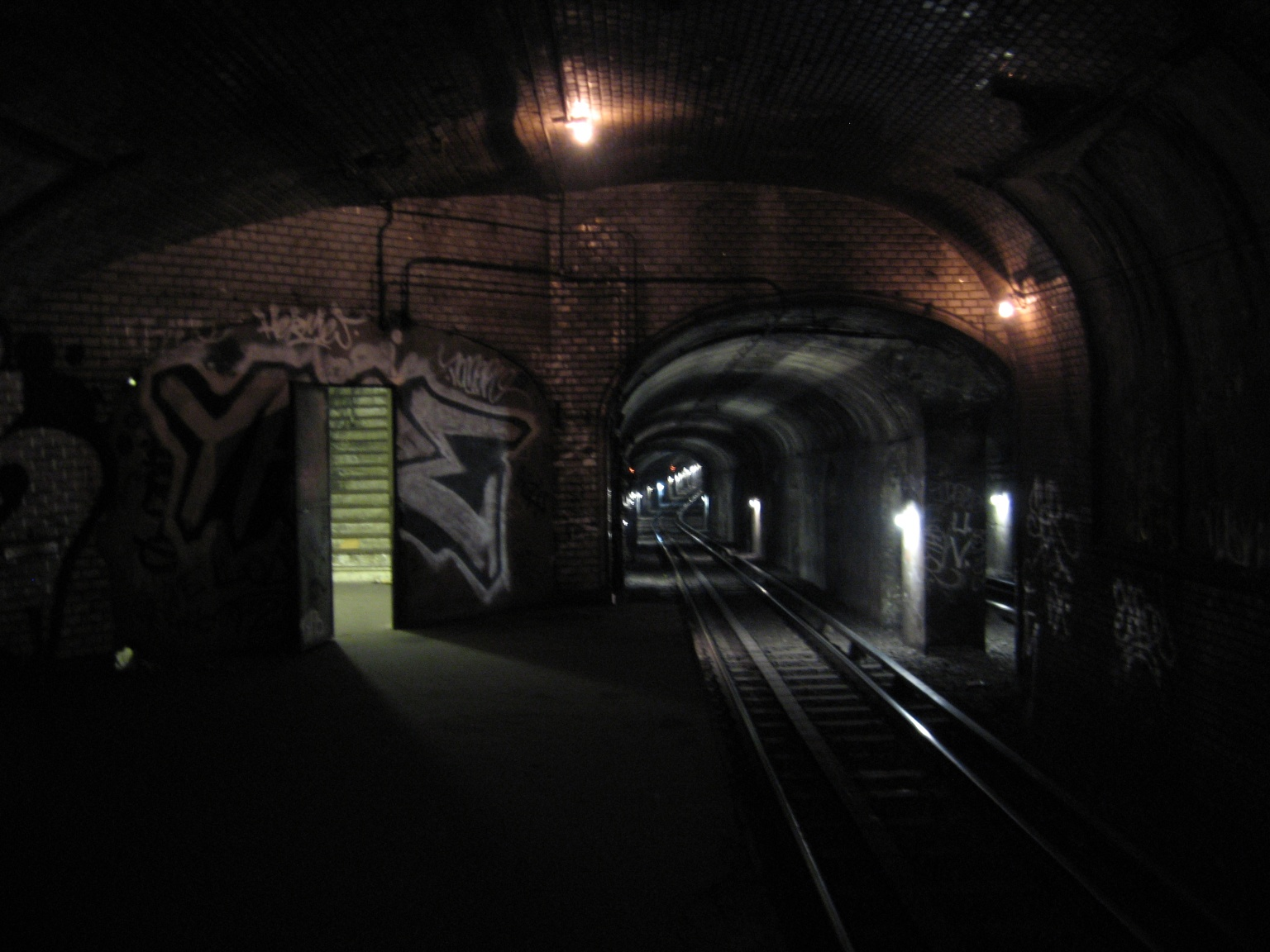
圣马丁站8号线月台一片漆黑
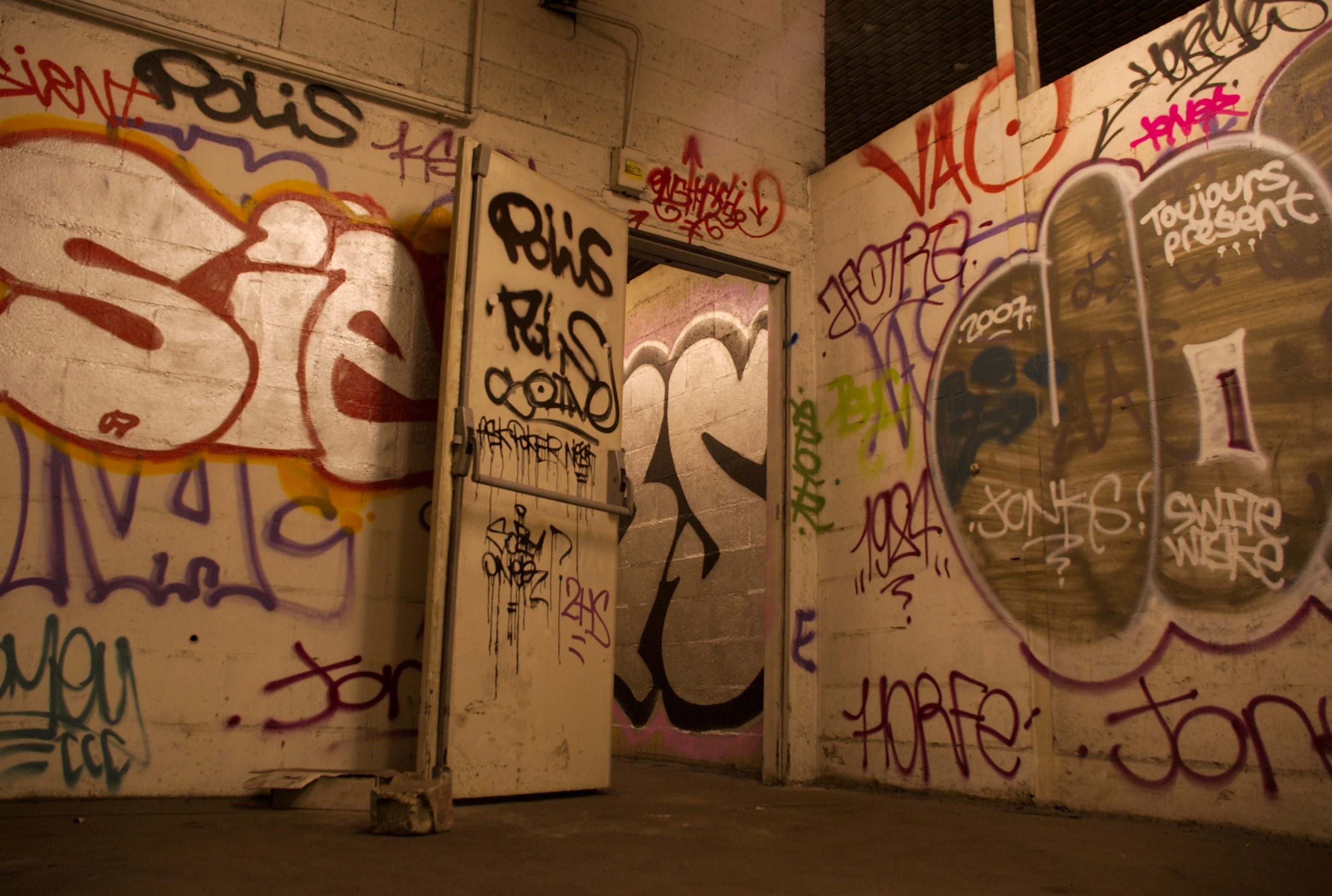
圣马丁站墙上的涂鸦
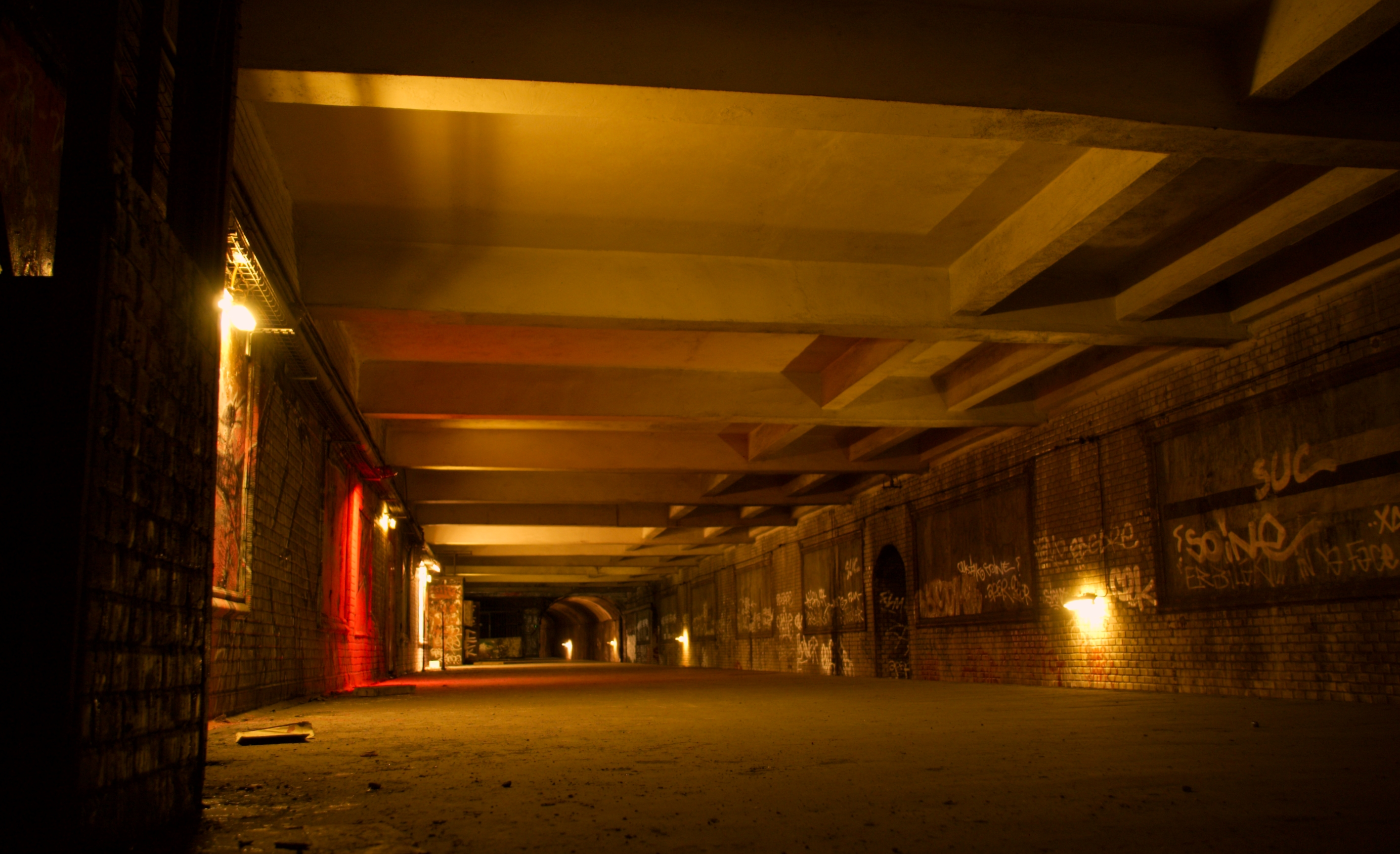
圣马丁站9号线月台昏黄的灯光

## 关闭至今的车站
第二次世界大戰爆发造成大量地铁站被关闭，尽管在战后大部分重新开放，但也有些许车站永久关闭至今。比如5号线的阿森纳站（Arsenal），8号线的战神广场站（Champ de Mars）和10号线的红十字站（Croix-Rouge）。
丁香门站的一个站厅和荣军院站的一个8号线月台也不对公众开放，前者用作影视用途，后者则是由于车站重整。

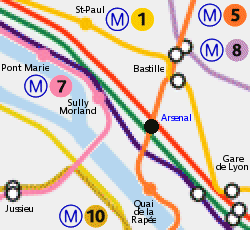
阿森纳站地理位置
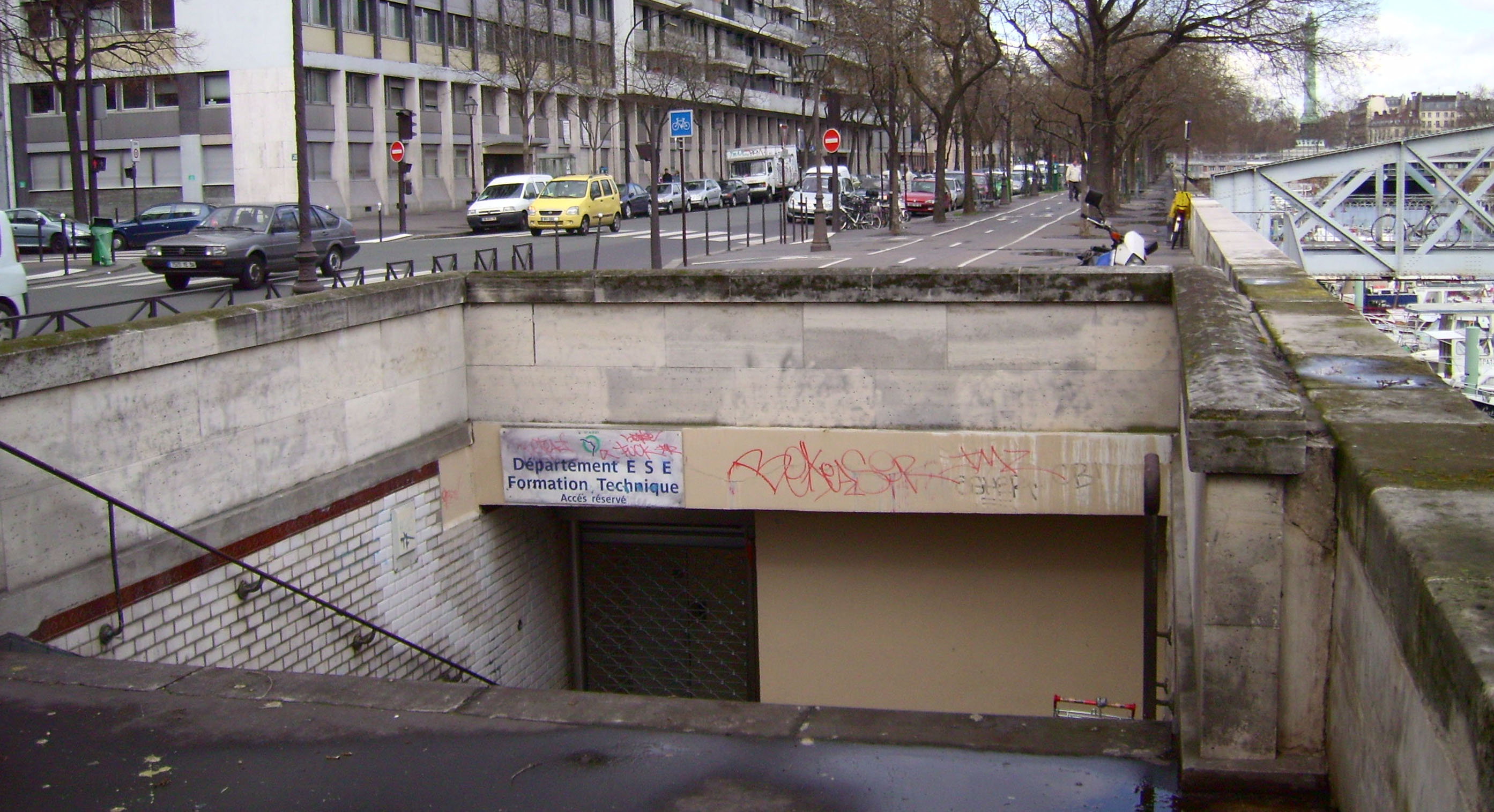
阿森纳站入口被封住
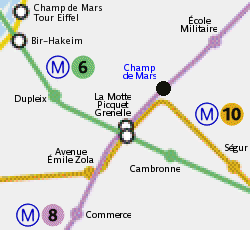
战神广场站地理位置
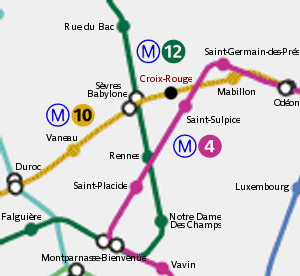
红十字站地理位置

## 被合并的车站
3号线上原有一个车站名为马丹纳度站（Martin Nadaud），1969年，根据巴黎东部近郊客流量的需求，3号线走向需要进行大的改动，因此东边临近的冈贝塔站（Gambetta）关闭重建。原有的月台从线上剥离，并成为后来3号线支线的起点。新的月台兼并了马丹纳度站的一部分，其中月台西面和路轨之间用铁栅栏隔开。自此，马丹纳度站就从巴黎地铁路网中消失了。

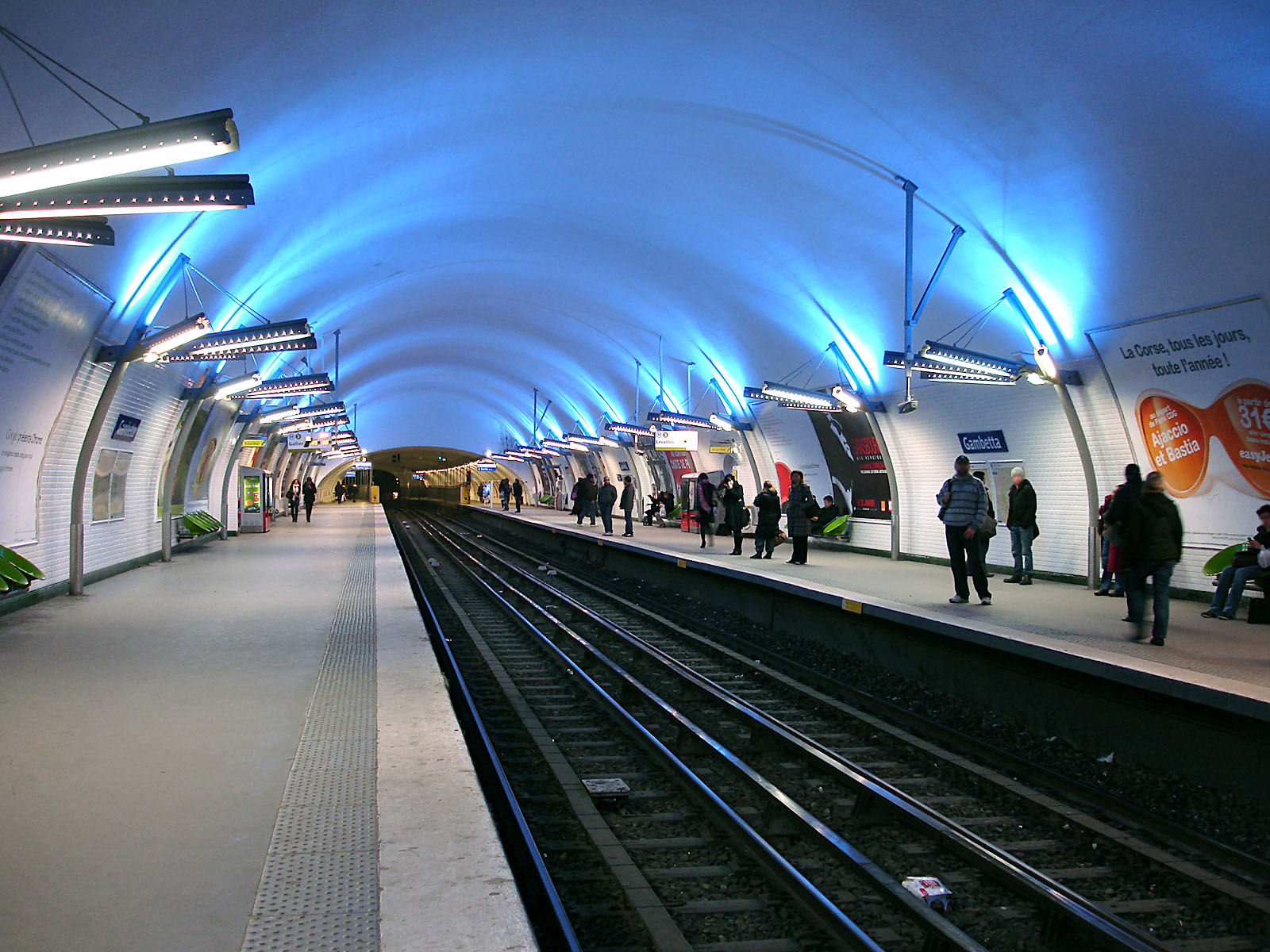
冈贝塔站兼并了马丹纳度站的一部分
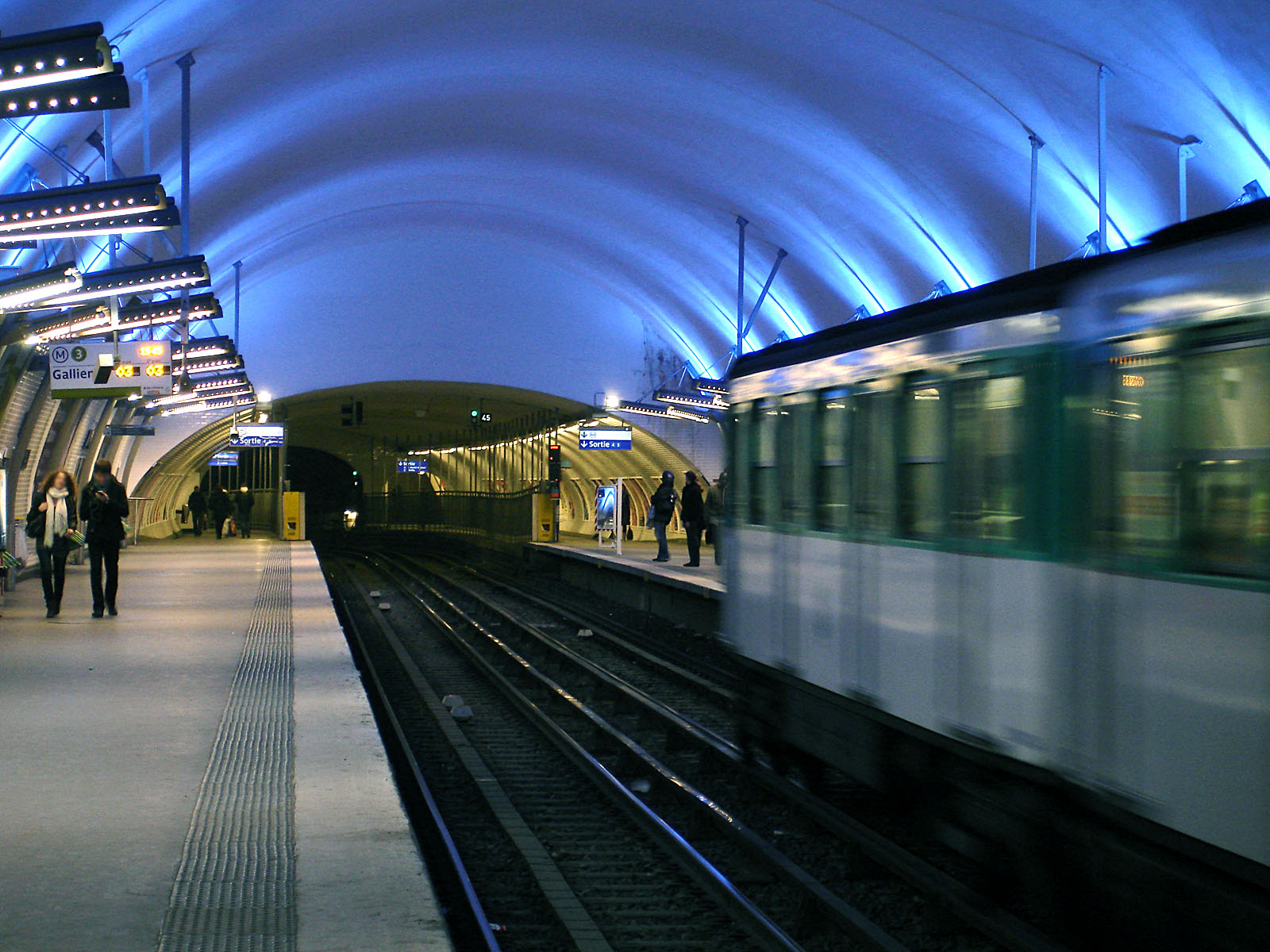
冈贝塔站西边尽头可以看到铁栅栏
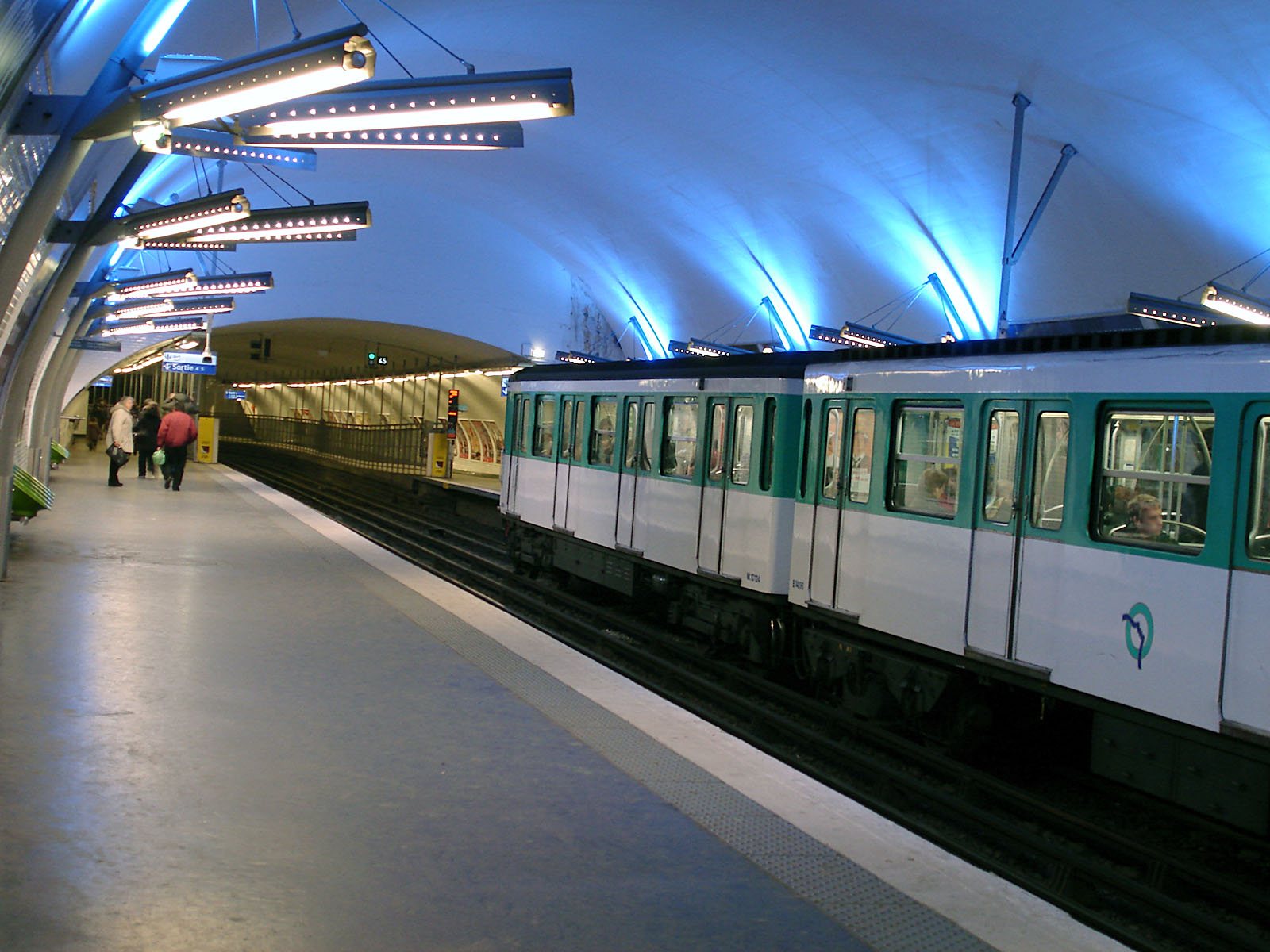
冈贝塔站西边尽头

## 移作他用的车站
5号线在1942年以前的北部终点为巴黎北站（Gare du Nord），为一终点环路。同年线路向北延伸，导致巴黎北站的站厅另外新建。而原有的站厅则转为内部员工使用。而3号线最早的西部终点站——维埃站（Villiers）也有一个调头环路转为内部员工使用。

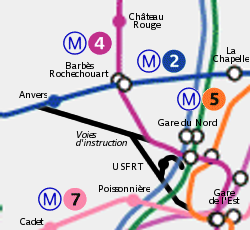
巴黎北站旧站厅位置
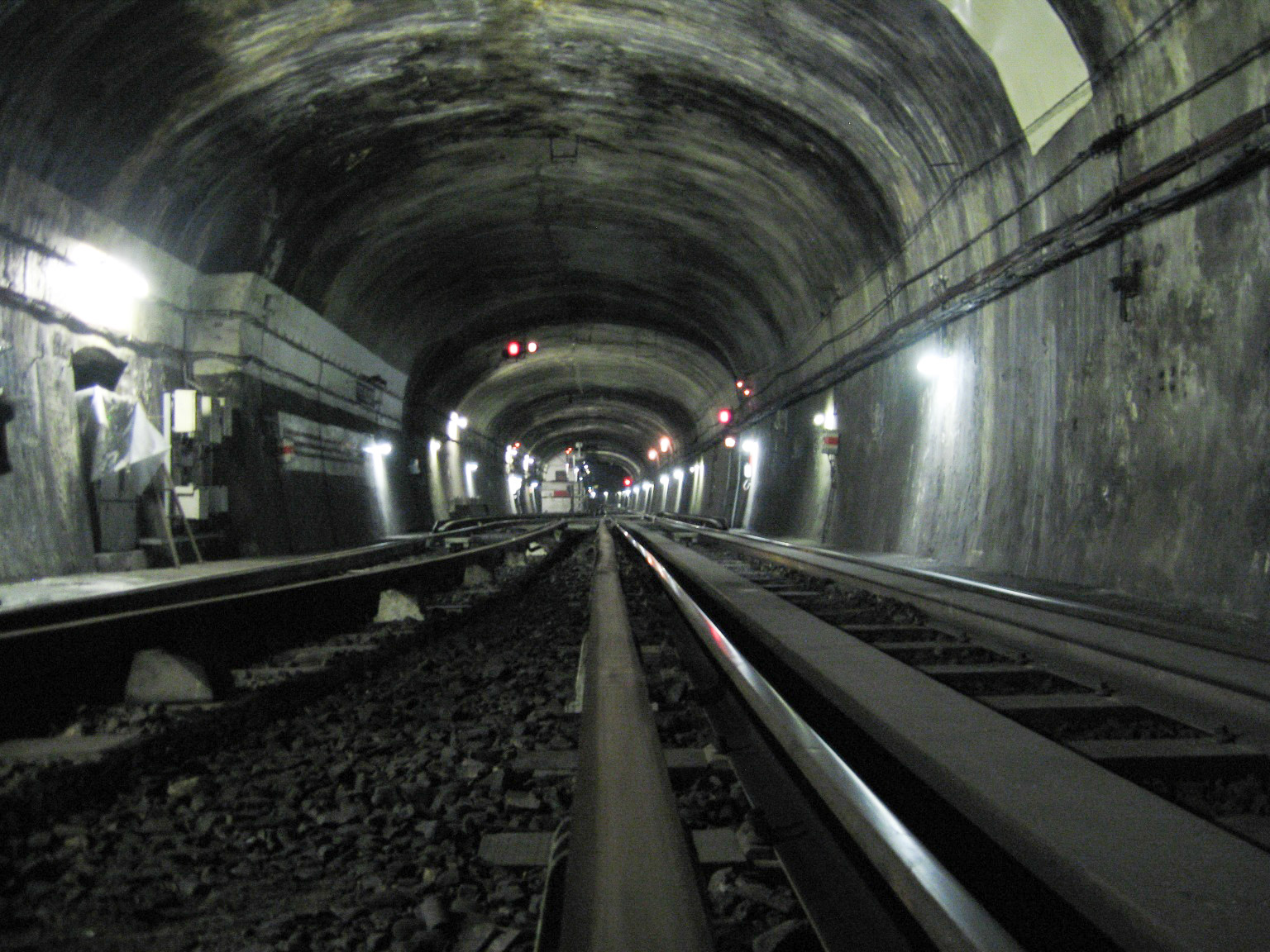
巴黎北站老终点环路
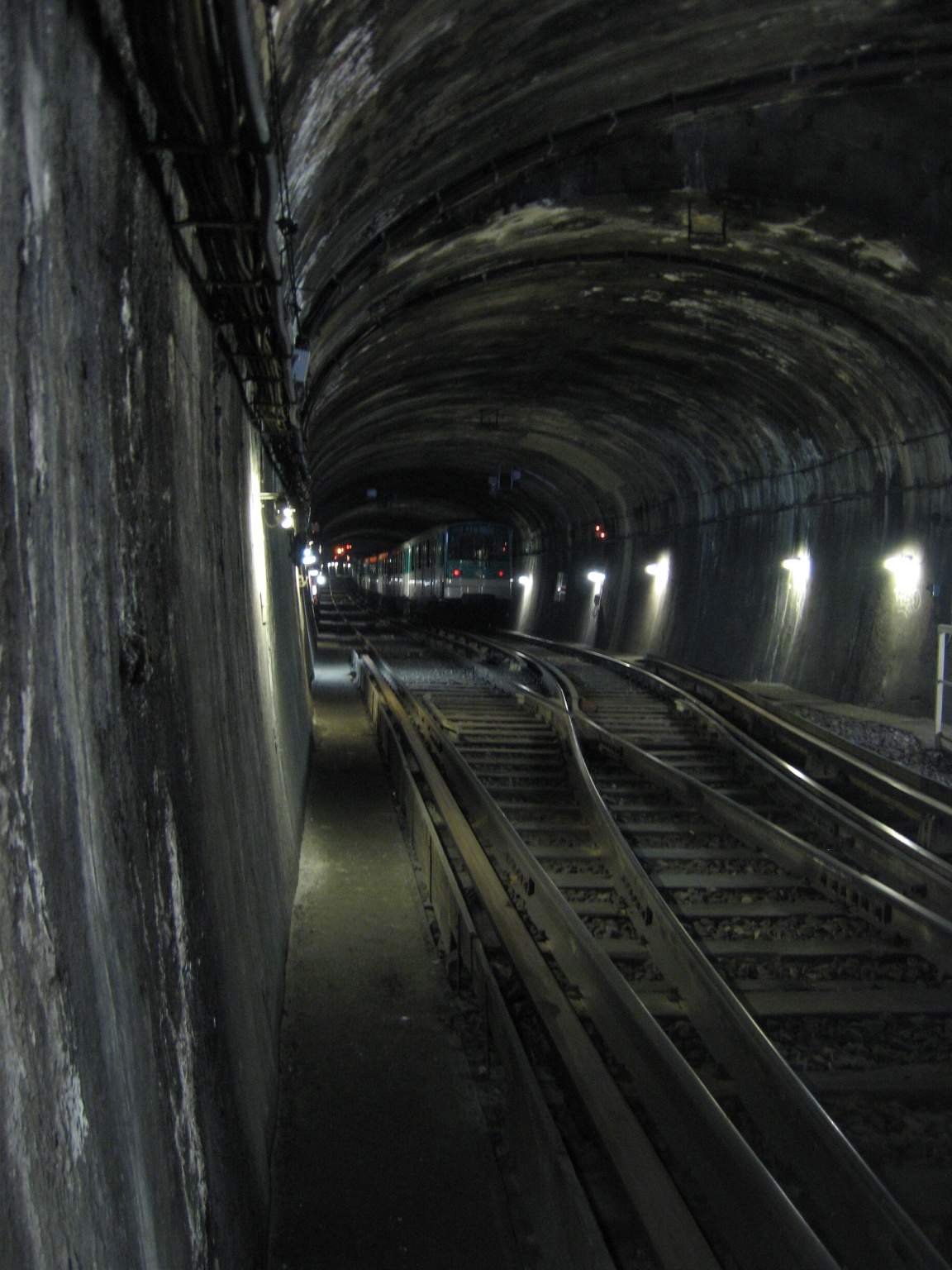
列车驶入老终点环路

## 迁移的车站
- 凡尔赛门站（Porte de Versailles）位于12号线上，现时车站月台建于1930年，位于原先月台的南部，呈错开的一岛一侧混合式月台。

- 维克多·雨果站（Victor Hugo）位于2号线上，现时月台建于1931年，呈双侧式月台，原有的月台位于其西端，因为弧度大而弃用。

- 马约门（Porte Maillot）位于1号线上，原有的终点环路在1937年线路向西延伸时停用，新月台建在其西部，设有4个侧式月台。不过现在该终点环路正在被改造成新车厂，以应对即将投放的新式自动列车MP 05型（法语：MP 05）。

- 大堂站（Les Halles）位于4号线上，该站于1977年重建，双侧式月台月台向东迁移了数十米，以应对RER快铁的兴建。此后原有的月台便废弃不用。

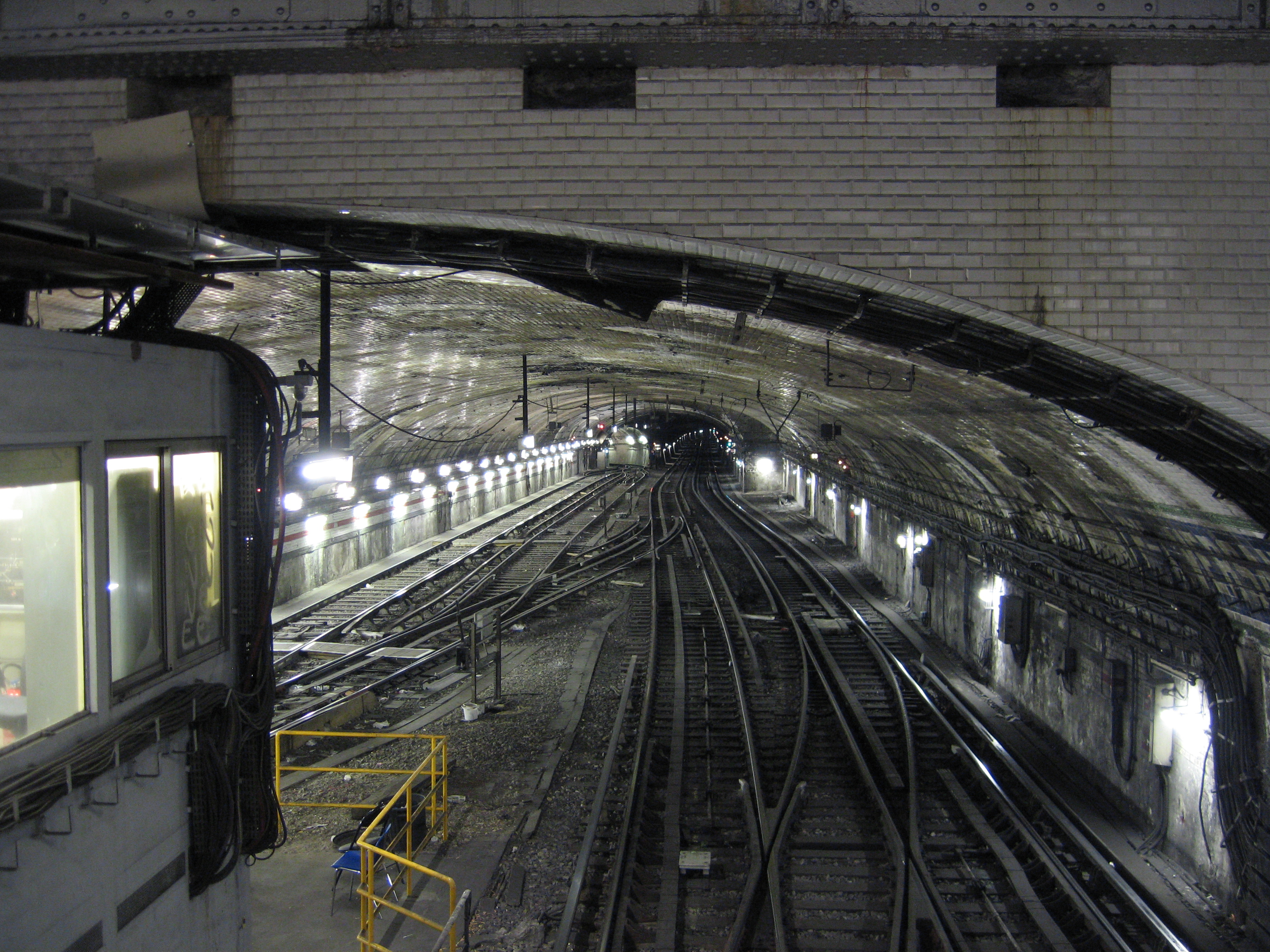
凡尔赛门的老月台位置
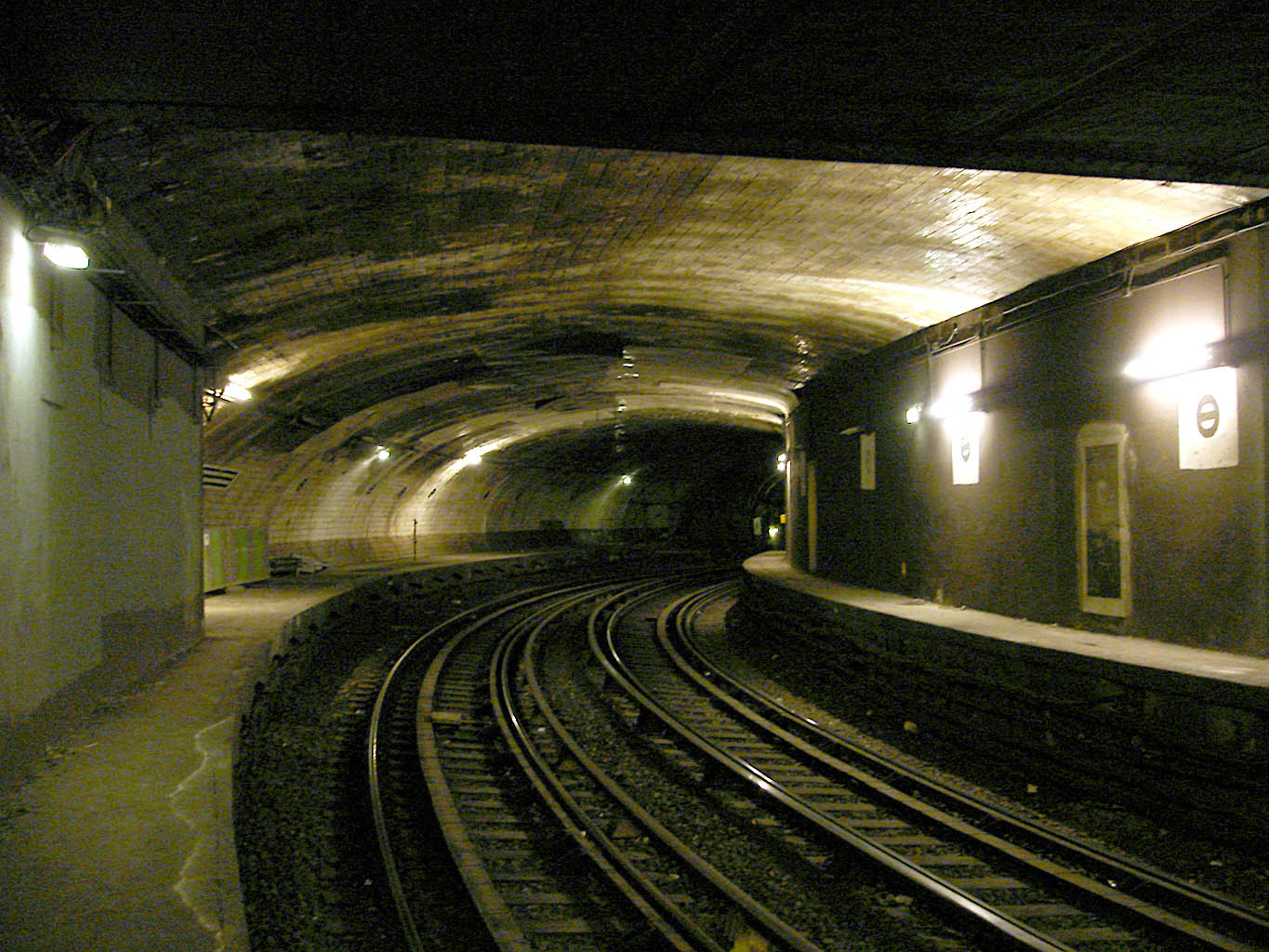
维克多·雨果站的老月台由于弧度过大而被弃用
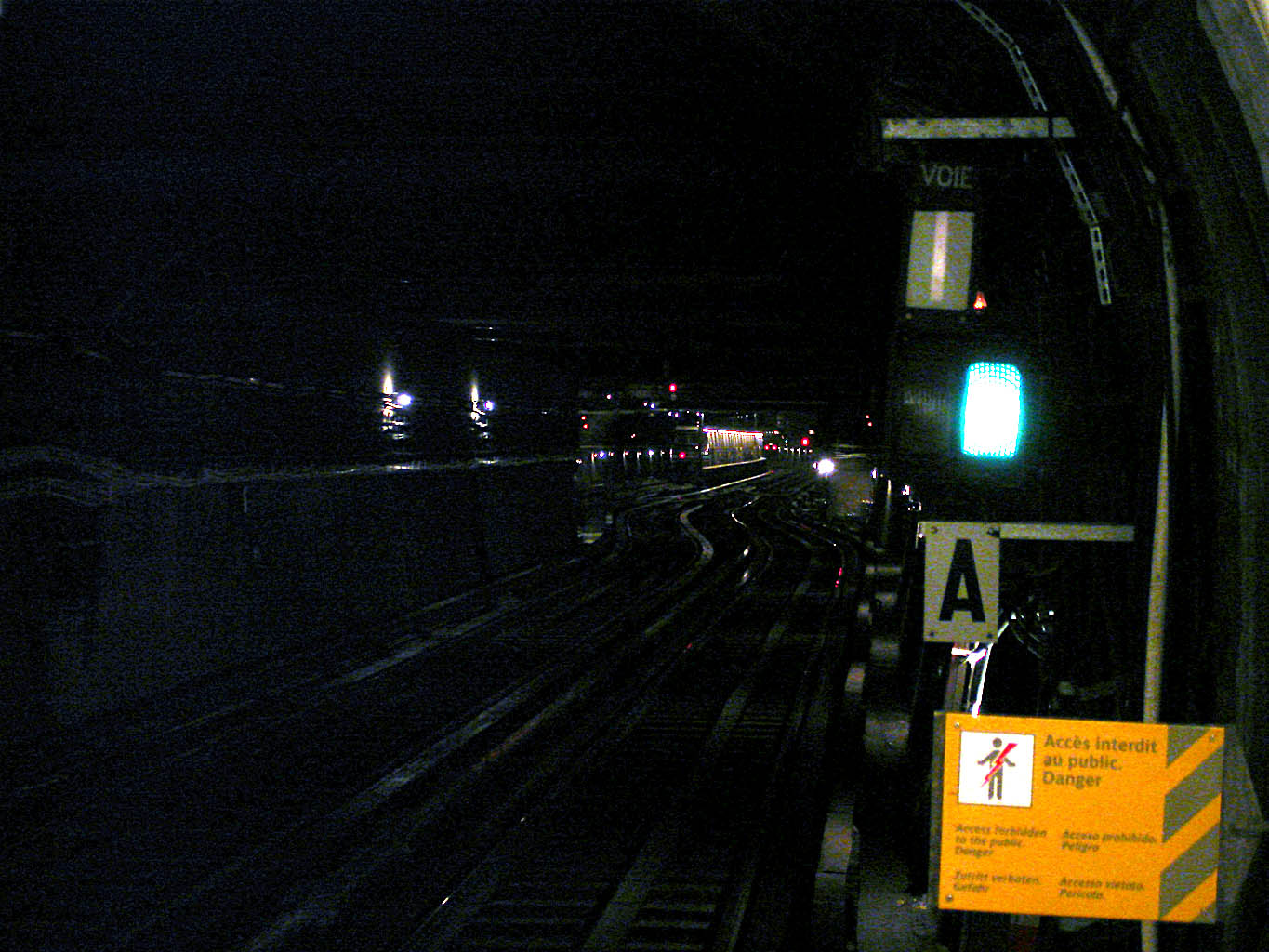
马约门站的隧道

## 由于兴建计划改变而放弃的车站
地铁1号线西延至拉德芳斯的想法始于1970年代，当时拉德芳斯公共建设管理局（EPAD）曾提出计划在彼修建两个新地铁站：爱丽舍-拉德芳斯站（Élysées La Défense）和拉德芳斯-米什雷站（La Défense - Michelet），并保留了地下结构。但后来由于原来的河底隧道方案成本过高，1号线西延段改经讷伊桥（Pont de Neuilly），于是两个新地铁站另选新址，原爱丽舍站和米什雷站地下结构遂废弃。
奥利南站（Orly-Sud）本来要设计成7号线的南延段终点，服务奥利机场，不过该南延段一直迟迟没有下文。1991年开通的奥利机场内线（Orlyval）也没有使用计划中奥利南站的土木结构，这个车站就这样闲置着达半个世纪之久。

## 相关资料
- Jean Robert, Notre Métro, éd. Jean Robert, Paris, 1983.
- Le patrimoine de la RATP, éditions Flohic, 1996 (ISBN 2-84234-007-8).
- Roger-Henri Guerrand, L'aventure du métropolitain, éd. La découverte, Paris, 1999.
- Sous la direction de François Gasnault et Henri Zuber : Métro-Cité : le chemin de fer métropolitain à la conquête de Paris, 1871-1945, édité par les musées de la ville de Paris, Paris 1997, ISBN 2-87900-374-1